# هجوم جنوبي الرقة (يونيو 2017)
إن هجوم جنوبي الرقة (يونيو 2017) هو عملية قام بها الجيش السوري ضد تنظيم الدولة الإسلامية (داعش) في الريف الجنوبي الغربي من محافظة الرقة.

## الخلفية
في أوائل مايو 2017، شنت القوات الحكومية السورية هجومًا على داعش في الريف الشرقي من حلب، واستولت على قاعدة الجراح الجوية في وقت متأخر من يوم 12 مايو.
وفي أعقاب ذلك، وبحلول أوائل يونيو، استولى الجيش السوري، بقيادة قوات النمر، على بلدة مسكنة والقرى المحيطة بها بعد انسحاب مقاتلي داعش من المنطقة، مما أدى إلى طرد داعش من آخر معقل له في محافظة حلب. في اليوم التالي، وصل الجيش إلى حدود محافظة الرقة.

## الهجوم
في 13 يونيو، أحرز الجيش السوري تقدمًا كبيرًا في محافظة الرقة، حيث استولى على سبع قرى، وبالتالي وصل إلى طريق إثريا-الثورة. وقد أحرزت هذه الإنجازات بقليل من المقاومة من تنظيم داعش. وبعد أربعة أيام، أحرز الجيش تقدمًا في الشرق، متجاوزًا 14 موقعًا، وبذلك اقترب من الرصافة التي يسيطر عليها التنظيم.
وخلال 18 يونيو، استولى الجيش السوري على القريتين الأخيرتين على الطريق المؤدي إلى الرصافة. وفي وقت لاحق من ذلك اليوم، أطلقت طائرة من طراز إف/إيه-18إي/إف سوبر هورنت من السفينة الأمريكية جورج دبليو بوش النار على طائرة سو-22إم4 تابعة للقوات الجوية السورية، بسبب الضربات الجوية التي قامت بها القوات الجوية السورية ضد ما زعم التحالف أنها قسد، في حين قالت سوريا أنها كانت تستهدف داعش في قرية جعيدين. وفي وقت لاحق اندلعت مصادمات بالقرب من الرصافة بين الجيش السوري وقسد، حيث حاولت الأولى إنقاذ طيار الطائرة الساقطة. في اليوم التالي، استولي الجيش السوري على الرصافة.
وفي 22 يونيو، حاول التنظيم قطع خط الإمداد التابع للجيش السوري إلى الرصافة بالقرب من بلدة أم سوسة، ولكن الهجوم أحبط قبل أن يبدأ. في 30 يونيو، استعاد الجيش السوري سيطرته الكاملة على طريق إثريا-الثورة، وحاصر المنطقة المتبقية التي كان يسيطر عليها داعش في حلب. في وقت لاحق، قام التنظيم بإخلاء الجيب واستولى الجيش العربي السوري على جميع البلدات والقرى والصحراء المتبقية التي كان يسيطر عليها داعش في محافظة حلب.